# Windermere
Windermere és el llac natural més gran d'Anglaterra. Fa 14,73 km², amb 18 km de llargada i 1,5 km d'amplada. La seva fondària màxima és de 67 metres. Es va formar per la retirada d'una glacera en l'actual període interglacial. Va ser un dels llocs més populars de visita turística des de l'arribada del ferrocarril Kendal and Windermere Railway l'any 1847. Es troba al Comtat de Cumbria i es troba totalment dins el Lake District National Park. Dins el llac hi ha 18 isles, la més gran s'anomena Belle Isle.

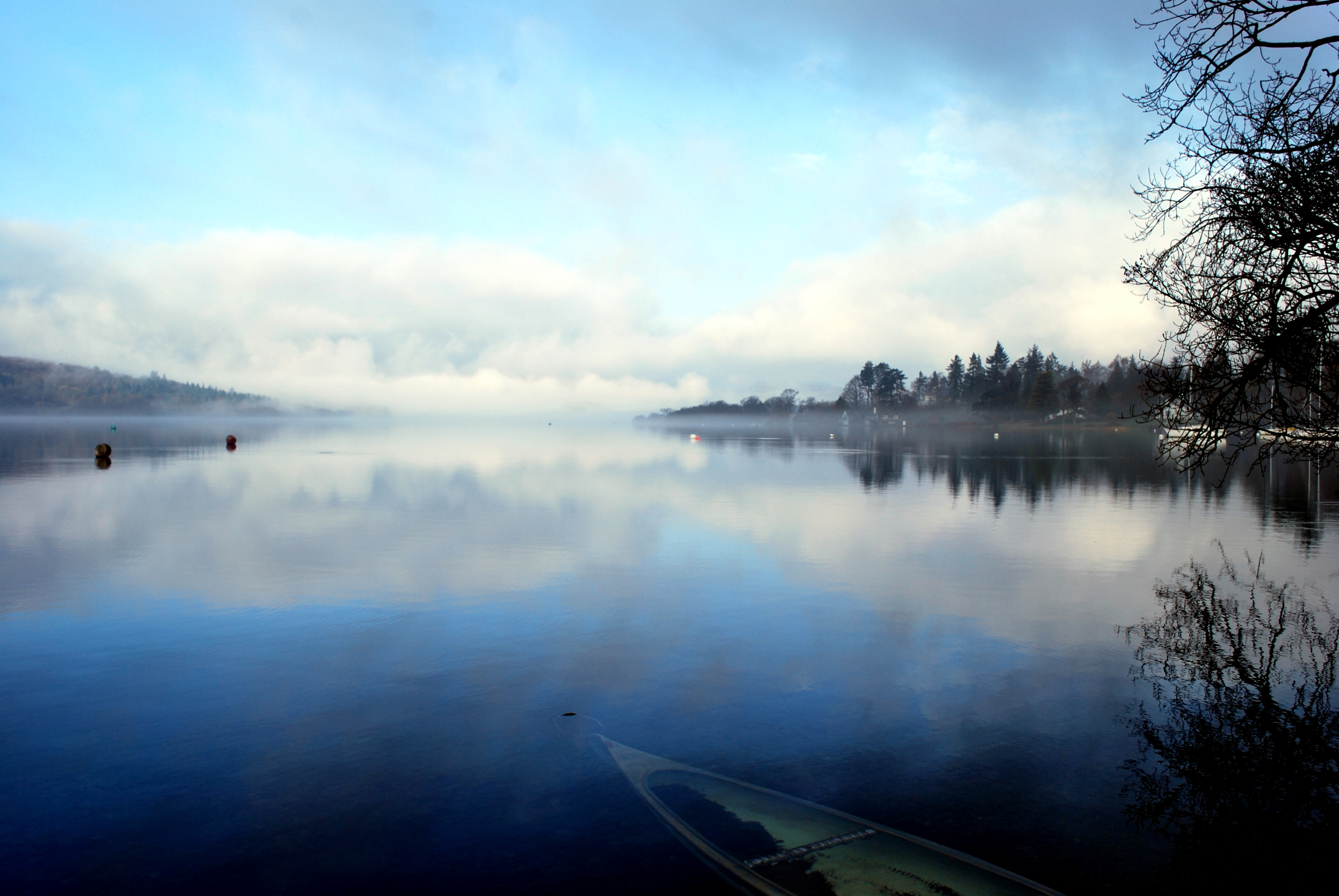
Windermere en un matí boirós.

Mere és una paraula de l'Old English que en anglès actual es tradueix com 'lake' o 'pool' (llac o estany). Fins al segle XiX es coneixia com a "Winander Mere" o "Winandermere".
Windermere presenta una distribució de la temperatura de l'aigua, termoclina, important i que el diferencia d'altres llacs. El poeta Norman Nicholson commentà que l'ús de la frase 'Lake Windermere' era una tautologia però necessària per distingir la població del seu llac.

## Geografia

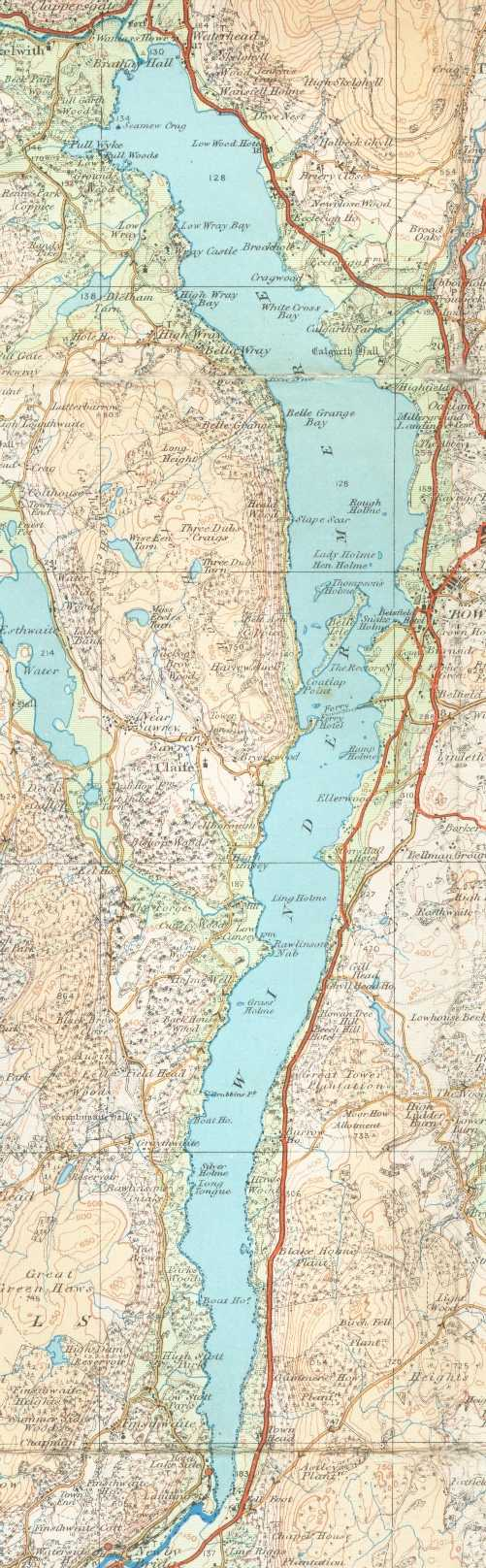
Un mapa del llac, 1925.

Windermere es va formar fa uns 13.000 anys per la retirada de dues glaceres, la de la vall Troutbeck i la de Fairfield horseshoe. El llac té dues conques separades amb roques volcàniques dures a la del nord i pissares toves a la conca del sud.
El riu Leven drena aquest llac i li arriben els rius Brathay, Rothay, Trout Beck, Cunsey Beck i alguns torrents.
Directament a la riba del llac només hi ha una població, Bowness-on-Windermere. La població de Windermere es troba a uns 20 minuts caminant. No existia abans de l'arribada del ferrocarril.
La Freshwater Biological Association es va establir a la riba del Windermere l'any 1929 i s'hi van fer els primers estudis sobre limnologia.

## Cultura popular
Les primeres línies del poema de William Wordsworth, There was a Boy, són: There was a Boy; ye knew him well, ye cliffs And islands of Winander!
Els llibres per infants de Arthur Ransome, Swallows and Amazons i les seqüeles Swallowdale, Winter Holiday Pigeon Post i The Picts and the Martyrs, impliquen aventures de la dècada de 1930 al voltant d'un llac fictici que deriva de la combinació de Windermere i Coniston Water. on the North-West shore.
En la novel·la de terror, The Pike (1982), de Cliff Twemlow, apareix el boom turístic del llac Windermere.
Aquesta zona apareix com escenari del videojoc d'arcade Tekken.
Algunes persones creuen que hi viu un monstre del llac 
, similar al suposat monstre del llac Ness i s'han presentat fotos anòmales del monstre; Afectuosament s'anomena al monstre, "Bownessie."